# José María Calvo
José María Calvo (Quenumá, província de Buenos Aires, 15 de juliol de 1981) és un futbolista argentí, que ocupa la posició de defensa.
Ha militat gairebé tota la seua carrera al CA Boca Juniors. Entre 2006 i 2007 va ser cedit al Nàstic de Tarragona i al Recreativo de Huelva, ambdós a la lliga espanyola.

## Palmarès
- Primera Argentina: (5) Apertura 2000, Apertura 2003, Apertura 2005, Clausura 2006, Apertura 2008
- Copa Libertadores: (2) 2001, 2003
- Copa Sudamericana: (2) 2004, 2005
- Recopa Sudamericana: (2) 2005, 2006
- Copa Intercontinental: (1) 2003